# КК Калев
Кошаркашки клуб  Калев или због спонзора КК Калев/Крамо je естонски кошаркашки клуб из Талина.  У сезони 2020/21. такмичи се у регионалној ВТБ лиги, Кошаркашкој лиги Естоније и Летонско-естонској кошаркашкој лиги.
Једанест пута били су шампиони Естоније, а седам пута су освајали куп своје државе.

## Оснивање клуба и прве сезоне
Клуб је основан 1998. године под називом Канон ЕНМ (ест. Canon ENM). Прва сезона клуба била је разочаравајућа, јер су завршили на последњем месту без иједне победе. Наредне, 1999. године клуб мења назив у Еитусторист (ест. Ehitustööriist) . Резултати тима полако су се побољшавали пошто су лигу читири узастопне сезоне завршавали на 7. месту. Године 2003. дошло је до спајања са Аудентесом па је и нови назив клуба био Еитусторист/Аудентес. Бивши тренер репрезентације Естоније Мартен ван Гент ангажован је као главни тренер. Тим је сезону 2003/04 завршио на 5. месту. После једне сезоне, оба клуба су наставила одвојено.
Еитусториист се 2004. године преселио у нову Саку Сурхал дворану капацитета са 7.200 места. Регуларну сезону 2004/05 завршили су са скором 12–4 и доминантним наступом у плеј-офу. У финалу су се суочили са Универзитетом Тарту и са 3:1 у победама први пут у историји постали су шампиони Естоније. Такође, први пут су се такмичили у регионалној Балтичкој кошаркашкој лиги, завршивши на 7. месту са скором 8–10.

## КК Калев/Крамо (2005 - данас)
Након освајања титуле, дошло је до спонзорског договора са естонском компанијом Калев, па је клуб променио назив који носи и данас Калев/Крамо. Са новим именом, први пут су освојили куп Естоније, победивши 2. октобра 2005. године Универзитет Тарту. Те сезоне је Калев/Крамо дебитовао у Европи у ФИБА Еврокупу, али су групну фазу завршили са 5 пораза и једном победом.  У Естонском првенству Калев/Крамо је регуларну сезону завршио на првом месту са скором 21–3 и стигао до финала у плеј-офу. Тим је одбранио титули шампиона Естоније, победивши Универзитет Тарту  са 4-3 у победама. У одлучујућој седмој утакмици победили су 69: 68. Џејмс Вилијамс је проглашен за најкориснијег играча финала, а Аивар Кусма је освојио награду за тренера године. Упркос томе, Кусму је у сезони 2006/07 заменио српски тренер Веселин Матић.
Тим је освојио други естонски куп 2006. године, али није успео да одбрани титулу. У финалу су изгубили 2–4 од Универзитета Тарту. Упркос поразу у финалу, Валмо Криса је освојио је награду за најбољег естонског играча године, док је Трејвис Рид проглашен за најбољег играча естонског првенства. Тренер Матић је освојио награду за тренера године у првенству Естоније и Балтичкој лиги. Калев/Крамо је постигао ограничен успех у Европи, стигавши до другог круга у ФИБА Еврокупу 2006/07 и такмичећи се у УЛЕБ купу, другом по рангу такмичењу у сезони 2007/08. У УЛЕБ купу су имали скор 3-7 што није било довољно да прођу у други круг. Поново су освојили куп у сезони 2007/08 и стигли до финала првенства где су поражени од Универзитета Тарту.
Ненад Вучинић је 2008. године заменио Матића на месту главног тренера. Под његовим вођством освојили су свој четврти узастопни куп Естоније 2008. године. Тим је регуларну сезону 2008/09 завршио на другом месту. У финалу су победили Универзитет Тарту у 4 утакмице и освојили трећу титулу. Нападач Кристјан Кангур проглашен је најкориснијим играчем финала и естонским играчем године. Калев се 2009. године придружио новооснованој регионалној ВТБ јунајтед лиги.  У децембру 2009. Вучинић је напустио Калев/Крамо. Тим се мучио у сезони 2009/10 и регуларну сезону завршио на четвртом месту са скором 19/9 под водством бившег помоћног тренера Алара Варака. У полуфиналу изгубили су од Универзитета Тарту, али су освојили бронзане медаљу, победивши у серији у две утакмице ТТУ.
У јулу 2010. године, Аивар Кусмаа се вратио у Калев/Крамо. Предвођени Грегором Арбетом и Армандсом Шкелеом, регуларну сезону 2010/11 завршили су на првом месту. У плеј-офу, Калев/Kрамо је титулу првака државе освојио без пораза. У полуфиналу са 3:0 је победио Раквереа Тарваса и у финалу са 4:0 Универзитет Тарту. Шкеле је проглашен за најкориснијег играча финала, а Кусмаа је освојио своју другу награду за тренера године. Титула је одбрањена и следеће сезоне победом у финалу над Тарту Уликолом. Танел Сок проглашен је за најкориснијег играча финала финала, а Кусмаа је још једном освојио награду за тренера године.
Калев/Крамо се мучио на почетку сезоне 2012/13 и након пораза од Раквере Тарваса од 69–95, Кусма је 22. новембра 2012. године смењен, а помоћни тренера Алар Варак преузео је тренерску палицу. Упркос лошем старту, Калев/Крамо је регуларну сезону завршио на првом месту и освојио своју 6.  титулу првака Естоније. Танел Сок је други пут узастопно проглашен за најкориснијег играча финала плеј-офа. Алар Варрк проглашен је тренером године. Тим се такође пласирао на треће место у Балтичкој кошаркашкој лиги. И следеће сезоне титула је освојена без пораза у плеј-офу, а за најкориснијег играча је проглашен Влад Молдовеану.
Тим је регуларну сезону 2014/15 завршио на другом месту. У финалу, су се још једном суочили са Универзитетом Тарту, али су овај пут изгубили серију 1–4. Пети естонски куп освојили су 20. децембра 2015. победивши Универзитет Тарту са 73:55. Регуларну сезону 2015/16 завршили су на првом месту без пораза. У финалу победили су Универзитет Тарту 4:1, што једини пораз тима у сезони.
Калев/Kрамо је одбранио титулу првака и у сезони 2016/17, победивши у финалу екипу Рапла са 4-0 у серији. Бранко Мирковић је проглашен за најкориснијег играча финала. Успех је поновљен и следеће године, победом у финалу од 4-0 над Универзитетом Тарту. У сезони 2018/19, Калев/Крамо је такмичење у новоформираној Естонско-летонској кошаркашкој лиги завршио на трећем месту и освојио четврту узастопну титулу првака Естоније.

## Имена клуба кроз историју
- : 1998–1999
- : 1999–2001
- : 2001–2003
- : 2003–2004
- : 2004–2005
- : 2005–данас

## Трофеји
- Кошаркашка лига Естоније:
  - Победник (11): 2004/05, 2005/06, 2008/09, 2010/11, 2011/12, 2012/13, 2013/14, 2015/16, 2016/17, 2017/18, 2018/19
  - Финалиста (3): 2006/07, 2007/08, 2014/15

- Куп Естоније:
  - Победник (7): 2005, 2006, 2007, 2008, 2015, 2016, 2020
  - Финалиста (3): 2009, 2011, 2013